# پمپ بادی

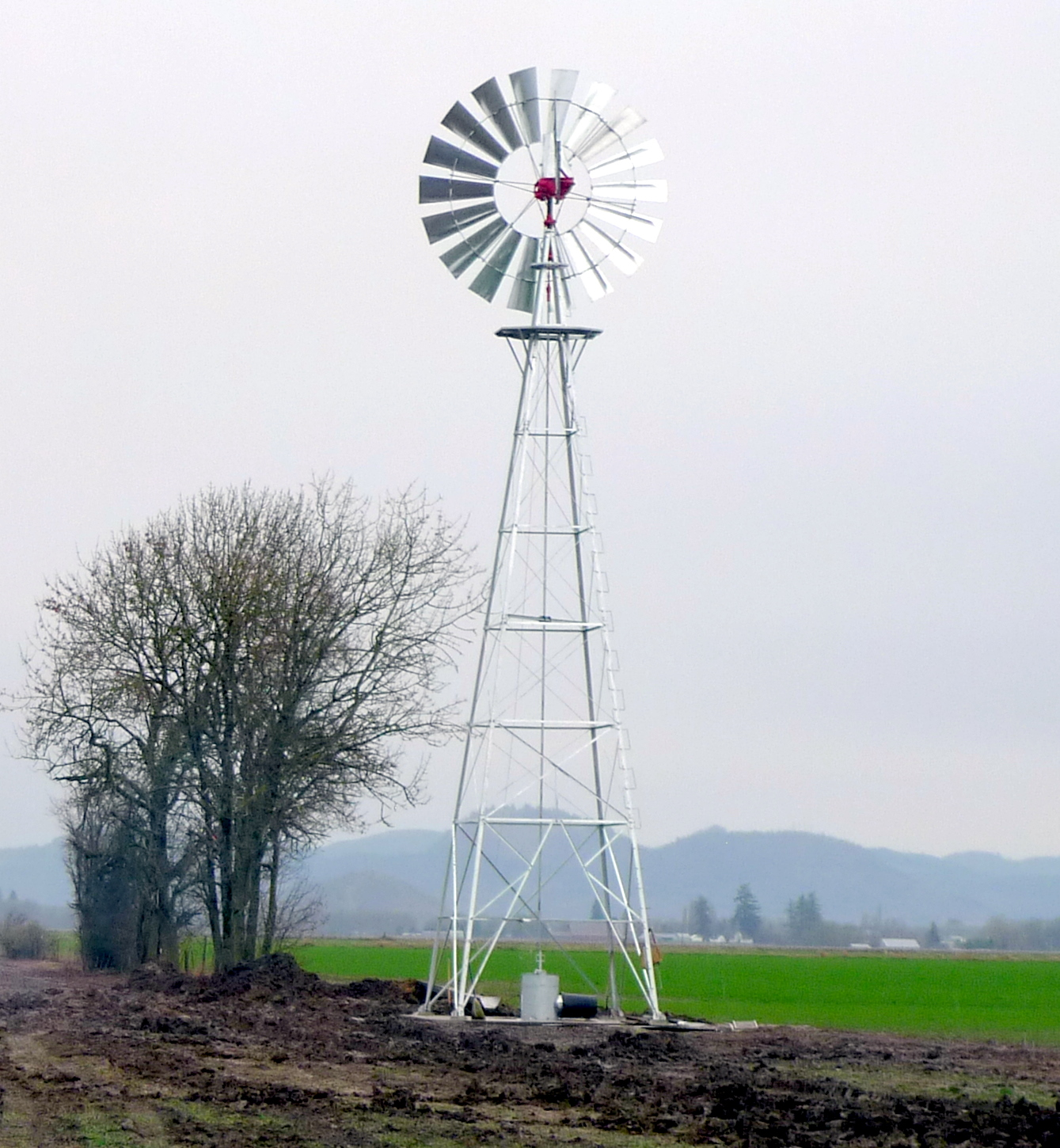
یک نمونه از پمپ بادی

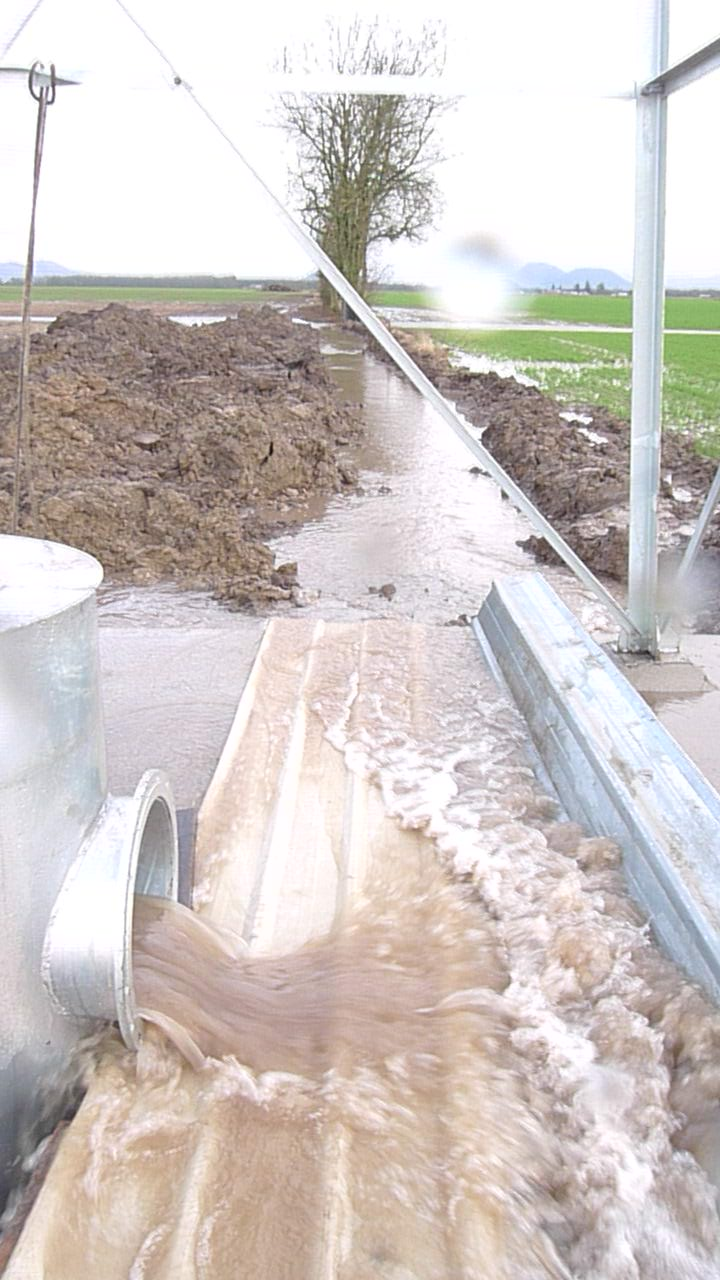
آب پمپ شده توسط یک پمپ بادی پیشرفته

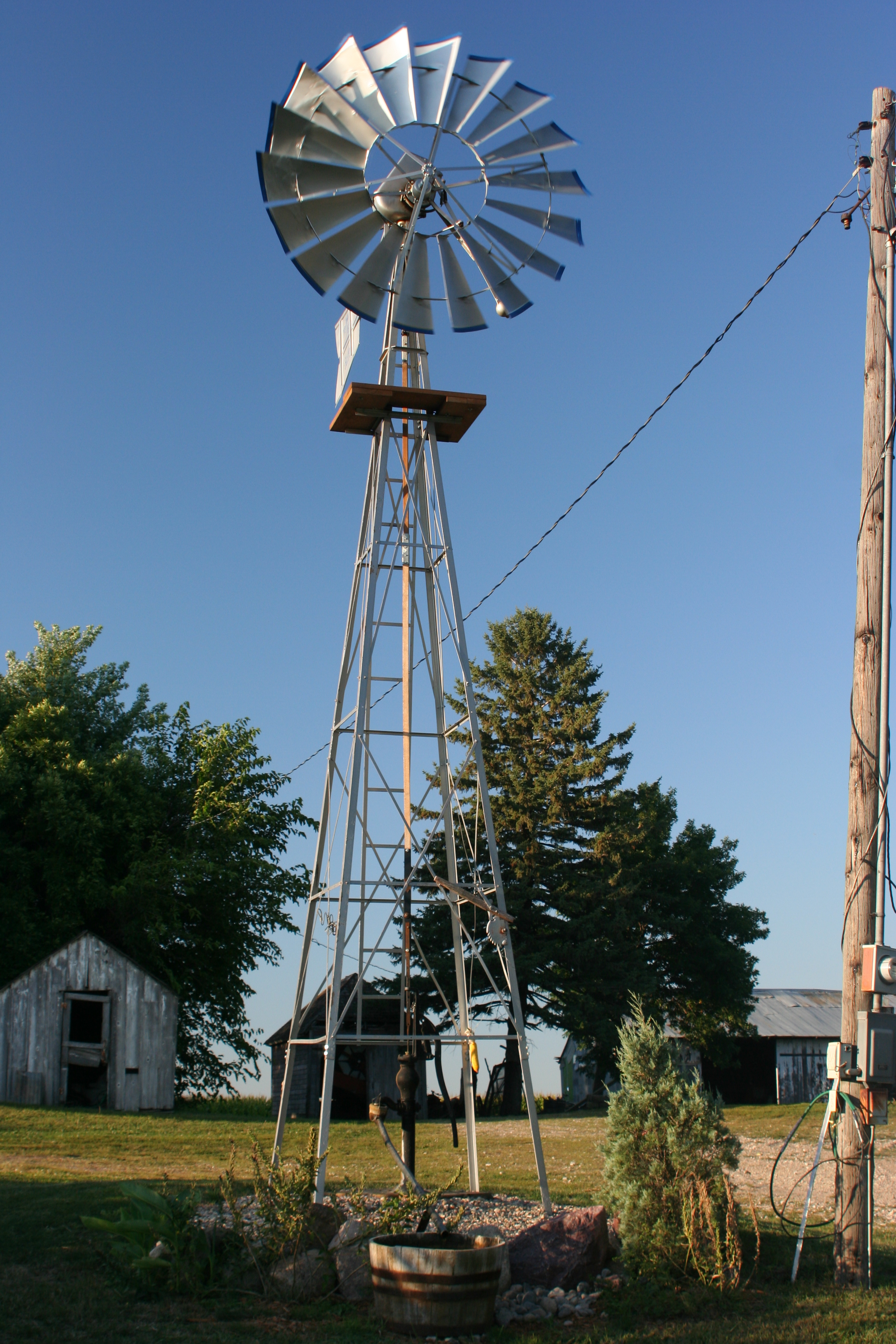
یک پمپ بادی چند پره در یک مزرعه در ایالت آیووا

پمپ بادی به پمپی گفته می‌شود که توسط نیروی باد کار می‌کند. کاربرد اکثر توربین‌های بادی جهان، تلمبه آب برای آبیاری زمین‌های کشاورزی است. در بسیاری از نقاط جهان، هوا در طول سال یا بیش از حد خشک است که بتوان محصولات کشاورزی را به عمل آورد یا چند ماهی از سال باران می‌بارد و بقیه ماه‌های سال هوا خشک است. محصولات با ارزش کشاورزی معمولاً در طول ماه‌های بارانی به خوبی رشد می‌کنند، اما برای بقیه ماه‌های سال، آب کافی برای ادامه پرورش این محصولات، وجود ندارد. در فصول خشک، فقط علوفه برای تغذیه دام‌ها می‌روید. با این وجود، بعضی وقت‌ها ذخیره منابع آب‌های زیر زمینی به حدی است که بتوان از آن برای کشت محصولات کشاورزی استفاده نمود؛ این کار در صورتی امکان پذیر است که کشاورزان قادر باشند به این آب دسترسی پیدا کنند.

## توربین‌های پمپ کننده آب
توربین‌های بادی می‌توانند تلمبه‌ها را به کار اندازند تا آب را از عمق زمین خارج کنند و برای مصارف مورد نظر به کار رود. البته آب‌های زیر زمینی قبل از اختراع توربین‌های بادی هم به سطح زمین آورده می‌شد. برای این کار مردم از تلمبه‌های نفتی، که سوخت ارزان قیمتی است، استفاده می‌کردند؛ قیمت این تلمبه‌ها نیز ارزان بود و مردم توانایی خرید آن‌ها را داشتند. اما این قبیل تلمبه‌ها کارآیی نداشتند و مدتی بعد خراب می‌شدند. اگر چه نصب اولیه توربین‌های بادی پر هزینه است، اما در عوض پس از نصب، بسیار مطمئن هستند و هزینه‌های جاری آن‌ها نیز اندک است، چون هیچ گونه سوختی مصرف نمی‌کنند که هزینه داشته باشد.
کارآیی تلمبه‌هایی که با توربین‌های بادی کار می‌کنند تا آب را از عمق زمین خارج کنند، به شرایط سفره‌های آب زیر زمینی بستگی دارد. آب‌های سطحی پس از نفوذ در زمین در میان سنگ‌های پر خلل و فرج محبوس می‌شوند و سفره‌های آب‌های زیر زمینی را تشکیل می‌دهند. اگر این آب‌ها در اعماق زمین قرار داشته باشند، در آن صورت تلمبه به سختی خواهد توانست آب را بیرون بکشد. زمانی که وزش باد شدید باشد و پره‌های توربین هم با سرعت زیاد بچرخند، تلمبه می‌تواند، آب‌های موجود در سفره‌های زیر زمینی عمیق را بالا بیاورد. هنگام بارش باران، سطح آب‌های زیر زمینی بالا می‌آید و در ایام خشکسالی سطح این آب‌ها پایین می‌رود؛ البته مصرف بیش از حد آب نیز باعث پایین رفتن سطوح آب زیر زمینی است.